# Angel Coulby
Angel Coulby est une actrice britannique née le 30 août 1980 à Londres.

## Biographie
Angel Coulby est née le 30 août 1980 et a grandi à Finsbury Park, au nord de Londres, dans un milieu culturellement et ethniquement riche et très diversifié.
Elle a étudié l'art dramatique au Queen Margaret College à Édimbourg.

## Carrière
Elle débute au cinéma en 2005 avec un petit rôle dans The Jacket aux côtés de Adrien Brody, Keira Knightley et Jennifer Jason Leigh, ainsi que dans les films Imagine Me and You d'Ol Parker et The League of Gentlemen's Apocalypse de Steve Bendelack.
Sa carrière décolle vraiment en 2008, lorsqu'elle est choisie dès sa première audition pour incarner la mythique Guenièvre dans la série Merlin inspirée de la légende arthurienne, aux côtés de Colin Morgan (Merlin) et Bradley James (le Roi Arthur). Elle, ainsi que son personnage dans la série, remporteront tous deux un franc succès. La série durera cinq ans.
En 2013, ses talents de chanteuse sont révélés dans la série britannique Dancing on the Edge. Elle y interprète un rôle pivot, celui de l'énigmatique et séduisante chanteuse de Jazz des années trente, Jessie Taylor, aux côtés de Chiwetel Ejiofor, John Goodman et Matthew Goode.
Le réalisateur de la série, le très acclamé Stephen Poliakoff a déclaré dans le Daily Mail, dont Coulby a d'ailleurs fait la première page, qu'il s’estimait chanceux de l'avoir trouvée après avoir auditionné des centaines de chanteuses et actrices venues des quatre coins du pays pour ce rôle. Il révèle aussi qu'avant son audition, personne (y compris l'agent de Coulby) ne savait qu'elle possédait ce don pour le chant (trop modeste, elle l'aurait gardé pour elle-même). Il ajoute enfin que lorsque Coulby a chanté pour la première fois, ce fut sans accompagnement musical, que l'assistance ainsi que lui-même furent simplement stupéfaits par sa performance vocale et que ce fut un moment très excitant. Il dira : « Dès qu'Angel Coulby a ouvert la bouche, nous avons compris que nous avions trouvé notre Jessie » et il ajoute : « Au risque de faire un peu cliché, nous avons été soufflés ! ». Cet événement sera d'ailleurs repris dans le premier épisode de la série.
Dans une interview accordée par Coulby en octobre 2013, il est révélé que Stephen Poliakoff aurait rajouté des scènes pour Angel Coulby qui n'existaient pas dans la copie originale du scénario de Dancing on the Edge, ceci afin de mettre à profit ses talents d’actrice.
Le compositeur britannique, Paul Englishby, lauréat d'un Emmy Award en 2012 et auteur de la bande originale de la série, déclarera dans The Daily Telegraph au sujet de Coulby : « Au moment où nous avons entendu la voix d'Angel, nous avons remercié le seigneur ». Il y révèle aussi qu'Angel Coulby est Mezzo-soprano.
Dès sa sortie, La bande originale de Dancing on the Edge, dont elle interprète la plupart des morceaux, a caracolé en tête des ventes de disques de Jazz en Grande-Bretagne.
En 2013, elle est également à l'affiche de la série franco-britannique Tunnel. Elle y tient le rôle de Laura Roebuck aux côtés de Stephen Dillane et Clémence Poésy. Son personnage prend de plus en plus d'importance au fil de la série.

## Filmographie

### Cinéma

#### Longs métrages
- 2005 : The Jacket de John Maybury : Une interne
- 2005 : Imagine Me and You d'Ol Parker : Anna
- 2005 : The League of Gentlemen's Apocalypse de Steve Bendelack : La réceptionniste
- 2007 : Magicians d'Andrew O'Connor : La réceptionniste

#### Court métrage
- 2017 : Body Slam de Johnny Kenton : Ruth

### Télévision

#### Séries télévisées
- 2001 : 'Orrible : Shiv
- 2002 : Casualty : Sally
- 2002 : Having It Off : Kylie Riley
- 2003 : Manchild : Pippa
- 2003 : The Second Coming: Louise Fraser
- 2004 : Et alors ? (As If) : Amber
- 2004 : Holby City : Maxine Framley
- 2004 : Making Waves: Anita Cook
- 2004 : Conviction : Jemma Ryan
- 2005 : Murder Investigation Team : Lee Allanson
- 2005 - 2006 : Vincent : Gillian Lafferty
- 2006 : Doctor Who : Katherine  (saison 2 épisode 4)
- 2006 : Les Arnaqueurs VIP (Hustle) : Alice
- 2006 : The Bill : Zoe Hughes
- 2006 : Tripping Over : Charity
- 2007 : Gina's Laughing Gear : Infirmière Jones
- 2007 : New Street Law : Sharon Weir
- 2007 : Talk to Me : Faith
- 2007 : The Visit : Rachael
- 2008 - 2012 : Merlin : Guenièvre
- 2013 : Dancing on the Edge : Jessie Taylor
- 2013 - 2018 : Tunnel : Laura Roebuck
- 2015 : Thunderbirds: les sentinelles de l'air (Thunderbirds Are Go) : Kayo (voix)
- 2016 : Undercover : Julia Redhead
- 2017 : Hooten and the Lady : Melina
- 2017 : Man in an Orange Shirt : Claudie
- 2018 : Innocent : Détective Cathy Hudson
- 2020 : Moving On : Lisa

#### Téléfilms
- 2002 : A Good Thief de Douglas Mackinnon : Leah Pickering
- 2007 : Secret Life de Rowan Joffe : La jeune mère
- 2020 : Albion de Rupert Goold : Anna